# Javornik (Idrija)
Javornik is een plaats in Slovenië en maakt deel uit van de gemeente Idrija in de NUTS-3-regio Goriška.